# Videna
Videna é um género de gastrópode  da família Zonitidae.
Este género contém as seguintes espécies:
- Videna electra
- Videna oleacina
- Videna pagodula
- Videna pumila